# Contea di Jackson (Oregon)
La contea di Jackson (in inglese Jackson County) è una contea situata nello Stato dell'Oregon, negli Stati Uniti. Il capoluogo della contea è Medford.

## Geografia
La contea si estende su un'area totale di 7257 km², dei quali 43 km² sono costituiti da acque.
I fiumi principali sono il fiume Bear Creek e il Rogue.

### Contee adiacenti
- Contea di Douglas - nord
- Contea di Klamath - est
- Contea di Siskiyou (California) - sud
- Contea di Josephine - ovest

## Storia
La contea fu creata nel 1852. Fu chiamata così in onore del presidente Andrew Jackson. Nella contea si trovano alcune aree protette, tra cui il Parco nazionale del lago Crater. Il sentiero escursionistico del Pacific Crest Trail la attraversa.

## Comuni

### Cities
- Ashland
- Butte Falls
- Central Point
- Eagle Point
- Gold Hill
- Jacksonville
- Medford (capoluogo)
- Phoenix
- Rogue River
- Shady Cove
- Talent

### Census-designated places
- Foots Creek
- Prospect
- Ruch
- Trail
- White City
- Wimer

## Economia
Fra le attività di sostentamento della contea:
- Agricoltura, con i suoi (40 km²) di frutteti
- Produzione di legname
- Industria manufatturiera
- Turismo
- Estrazione della steatite.[4]